# Livre du Consulat de la mer
 (août 2020).
Le contenu est difficilement compréhensible vu les erreurs de traduction, qui sont peut-être dues à l'utilisation d'un logiciel de traduction automatique.
Le Livre du Consulat de la mer ou du Livre du Consolat de mer est un recueil de droit maritime qui a régi le commerce dans la Méditerranée pendant des siècles. D'origine catalane, il a été traduit en plusieurs langues et a servi de base pour le droit maritime international actuel.
Lors de la mise au premier Consulat de la mer à Valence, le roi Pierre III d'Aragon a décidé d'appliquer les coutumes maritimes de Barcelone, appelé costums de mar, qui n'avaient pas été codifiées, bien qu'il existait déjà à Barcelone une compilation de règles maritimes, appelé Ordinacions de Ribera, avec les normes établies pour les ports et les eaux côtières.
Le mérite du livre du Consulat de la mer est qu'il est la première œuvre à recueillir les lois et les coutumes maritimes romaines, grecques, byzantines, de Rhodes, en y ajoutant les droits maritimes italien, français et catalan.
Jusqu'à la publication de l'Ordonnance de la Marine en France en 1681, le livre du Consulat de la mer était le code de droit maritime en vigueur dans toute la Méditerranée. En Espagne, il a continué en service jusqu'à l'introduction de l'espagnol Code de commerce. Le Livre du Consulat de la mer a efficacement remplacé les tableaux d'Amalfi, un ensemble de règles écrites a Amalfi pour réglementer le commerce maritime.

## Origine
Selon Chiner et Chacon, les ordonnances de la Ribera (bord de mer) ( Ordianationis Ripairiœ ), écrit en 1258, ne contenait pas encore les coutumes maritimes de Barcelone, et que la première référence aux « consuls mer » apparaît à Barcelone en 1282, juste un an avant que le Consulat de la mer fut créé à Valence. À noter également que les consuls de Barcelone sans indépendance attribuée plus tard dans le livre du Consulat de la mer. Douanes recueillies dans le livre seraient en partie provenant d'une origine de Barcelone, mais beaucoup ont été créées et consolidées à Valence, à partir de laquelle ont été copiés dans les consulats créés par la suite. Selon Arcadi Garcia Sanz , la principale différence entre les consulats de Barcelone et Valence serait le fait que celui - ci avait dès le départ une « juridiction royale », et a donc influencé très fortement les autres consulats au XVe siècle,.
Le Livre du Consulat de la mer a été explicitement basé sur les Usus et consuetudo Maris selon le privilège de fondation du 1er Décembre de 1283, qui était un ensemble juridique de pratiques maritimes ( usus Maris ) sur la base d'un texte juridique écrit (Consuetudo Maris), les deux ensembles composent la tradition juridique-maritime de la Méditerranée occidentale. Il est documenté que le texte était déjà en Catalogne, comme il était à Vic 1231, et a été incorporée en catalan dans les Coutumes de Tortose en 1272. Ce document vient certainement de l'extérieur de la péninsule et il a été introduit par « Costums maritimes de Ribera » de Barcelone.
L' Encyclopédie générale de la mer dit qu'il y a une controverse sur l'origine du livre, dans lequel trois pays se disputent la gloire d'être le premier à l'avoir écrit: la France (Marseille), l'Espagne ( Valence, Barcelone et Tortosa ) et l'Italie ( Pise ).
À la fin du XVIIIe siècle, Antonio de Capmany y Montpalau conclut, après avoir étudié en profondeur le sujet, que le livre du Consulat de la mer a été écrit à Barcelone entre 1258 et 1266, en acceptant l'influence de Pise, et il rejette les arguments qui ont donné au livre une origine italienne. En même temps, Domenico Azun de la Sardaigne plaide en faveur d'une origine pisane, indiquant que, Pise comme première puissance maritime du temps, devrait nécessairement avoir leur propre législation maritime. François Pardessus, dans son étude Collection de au Loïs MARITIMES ANTERIEURES  au XVIIIe siècle est en désaccord de Azun, étant donné que la première copie est pas celle  qu'il avait étudié écrite en latin, mais celle écrite en catalan. Il suppose qu'il a été écrite à la main à Barcelone, mais entre 1300 et 1340, en désaccord sur ce point avec Capmany. Plus tard, Wildscut, considérant que la compilation originale ne fait aucune référence aux lettres de change, il conclut que ce document catalan est d'une date antérieure à la première moitié du XIIIe siècle.

## Influence et impact
L'expansion de la Couronne d'Aragon et de sa suprématie commerciale et maritime signifiait que le livre du Consulat de la mer a été respecté tout au long de la Méditerranée et jusque dans l'Atlantique. Basé à l' origine sur les douanes maritimes de Barcelone et complété par le Consulat de Valence de la mer, le Livre du Consulat de la mer a jeté les bases pour toutes les coutumes maritimes ultérieures de la Méditerranée.
A l' origine écrit en catalan, le Livre du Consulat de la mer a été traduit en italien, français, anglais, castillan et d' autres langues, et pendant des siècles a été la base de la législation sur la marine marchande dans de nombreux pays, même jusqu'à l' époque moderne.
Une annexe du livre contient les ordonnances de Barcelone de 1435 sur l'assurance maritime. La large diffusion du livre a aidé à répandre ces ordonnances dans toute l'Europe.
Les décrets Nueva Planta (1707 - 1716) entièrement supprimé les consulats de la mer dans la couronne d'Aragon, sauf à Majorque et Barcelone. Ce dernier n'a pas agi habituellement en interférence avec les lois de Bourbon. Les règles du Livre du Consulat de la mer ont été actifs en Espagne jusqu'en 1829, quand ils ont été remplacés par le espagnol code de commerce, inspiré par Français loi.
Plusieurs pays européens ont continué à utiliser ces ordonnances jusqu'au XVIIIe siècle. En 1874, Sir Travers Twiss les traduit en anglais pour des raisons d'utilité, au début du XXe siècle, un tribunal aux États-Unis a rejeté une action en raison de son pas pris en charge par le Consulat de la mer, et en Mars 1937, la Cour de appel d' Alexandrie a cité un chapitre du livre dans son arrêt.

## Éditions

### Première compilation 1320-1330
La première collection de Lois de douanes de la mer a été faite à Valence entre 1320 et 1330.

### Édition de Majorque de 1345
La ville de Majorque se rendit à Peere d'Aragon, et en 1343 il a reçu le Consulat de Mar de Majorque, régie par les coutumes de Valence, « per modum la forme Civitate Valencia usitatos ». Selon Arcadi Garcia Sanz , il est devenu une adaptation et non une réplique. Huguet Borras a rédigé l' Ordre Judiciária de la Cort dels Cònsols del mar de la Ciutat de València ; ( Judiciaire Ordonnance de la Cour des consuls de la mer de la ville de Valence) et récrit les coutumes de Valence, la création d'une compilation appelée Capítols del Consolat de Mar de Mallorques (chapitres du Consulat de la mer de Majorque), documenté pour la première fois le 14 Février 1345.

### Consulat de mer de Valence de 1407
Il est considéré comme le chef-d'œuvre du droit maritime médiévale, et l'une des icônes de la jurisprudence de Valence.
Le manuscrit original est conservé dans les Archives municipales de Valence. Il est une œuvre d'une grande valeur historique avec un grand impact international à travers les siècles.
Il y a plusieurs copies manuscrites médiévales, bien que l'un des plus beaux exemples du point de vue artistique est le codex appelé « Consolat del Mar » avec des miniatures de Domingo Crespi fait en 1407, conservés dans les Archives municipales de Valence.

### Première publication dans la presse entre 1436 et 1484
Avec l'avènement de la presse d'impression, la première édition imprimée connue est celle de 1436-1484 de Valence.

### Édition de Barcelone de 1502 (Avant-propos par Francisco Celelles)
Pedro le Cérémonieux a Barcelone son Consulat de la mer en disant qu'il serait dans la même forme que celle de Majorque, « sous ea scilicet forma en tant concessum is civitati Maioricarum ». Adapté des douanes de Valence à Majorque, et à partir de là à Barcelone.
Capmany dit qu'en raison de ces adaptation les sept premiers chapitres portaient sur des questions qui ne sont utiles que pour les consuls de Valence sur la mer, et plusieurs lois et ordonnances de Barcelone ont été ajoutés au hasard, ajoutant que le reste des chapitres des ordinations qui forment la plus grande partie de la livre du Consulat de la mer n'a pas été copié de Majorque et Valence, mais il a été compilé de celui - ci de la douane Barcelone connu sous le nom Consulat libre de la mer et compilé les coutumes de ces Barcelone dans les ordinations valencien premiers imprimeurs ont provoqué une certaine confusion chez les auteurs plus tard, qui ont donné une origine de Valence, alors qu'en fait ils sont originaires à Barcelone.
La première édition est épuisée le 14 Août 1502.
La première partie comporte 43 chapitres qui prescrivent des méthodes pour choisir les consuls de la mer et les juges d' appel à Valence, les responsabilités juridiques de chacun et les règles de procédure des sentences des affaires portées devant eux. Les articles 44 et 45 ont été mis au rebut, probablement pour être illisible, que les expéditions vers Alexandrie en cause
La partie II se composait des articles 46 à 334 des lois de l'année 1343. La première zone de l' article 46 à 297, traite des coutumes généralement acceptées du commerce maritime, alors que la seconde zone, jusqu'à 298 articles 334, il traite des pirates, la piraterie, les expéditions navales armées, des convois, l' assurance maritime, lettres de change et d' autres matériaux divers. Le manuscrit original de la Bibliothèque Nationale de Paris a l'inscription suivante apparaît à la fin de l' article 217: ". El Llibre Acaba aquí Gloria un Jésus Christ Amen" ( "Le livre se termine ici Gloria Jésus - Christ.")

#### Premiers avocats
L' article 43 prescrit le serment d'office pour les avocats de Majorque, décrétée par Jacques Ier d'Aragon et promulgués avant l'année 1275. On ne sait pas quand ni par qui il a été imposé un serment aux avocats de Barcelone et d' autres villes.

#### Édition Moliné y Brases de 1914

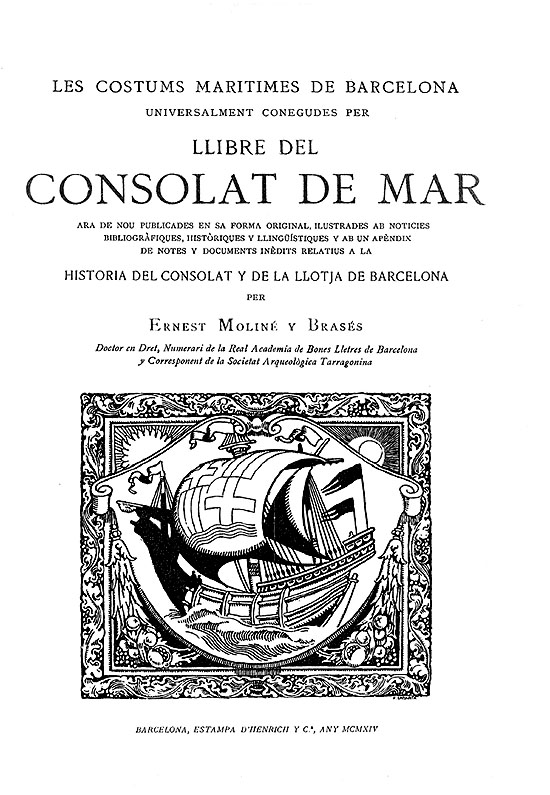
Page de titre de la version de 1914.

1914 édition du Livre du Consulat de la mer, édité par Ernest Moliné et Brases.
L'une des éditions les plus complètes de 1914 est due à Moliné y brases, qui contient non seulement les anciennes coutumes avant la première compilation, mais inclus toutes les contributions ultérieures. contient:
- Les règlements des consuls de mer de Valence. (1 à 45)
- Les coutumes maritimes de Barcelone. (46-297)
- Les arrangements pour les navires armés qui vont armés et en laissant la mer. (298-334)
- La chronique des textes.
- Les chapitres du roi Oere Terç. (1 à 40)
- Les ordinations des « consuls » de Barcelone pour le Consulat de la mer de Sicile.
- Les ordinations des « consuls » de Barcelone sur les événements maritimes du 21 Novembre, 1435.
- Les lois et les ordinations Recognoverunt Próceres sur les affaires maritimes et commerciales.
- Les ordinations des « consuls » de Barcelone sur l'assurance maritime.
- Chapitres et ordinations du Tribunal du Chapitre Général de Barcelone du 8 Octobre, 1481.

La plus ancienne collection est probablement l'indice de Babylone, de la Colombie - Britannique du XVIIIe siècle, suivie par les « coutumes » phéniciennes compilées en 2000 en Colombie - Britannique, qui ont été copiés par les Grecs puis par les Romains. Les habitants de Rhodes directement adaptées aux lois phéniciennes. Les Grecs ont fondé une colonie grecque Empuries et a conservé un commerce maritime permanent avec la Grèce suit donc les « grecs » costums.

## Compilations précédentes
Le livre a été inspiré lointainement des compilations précédentes, comme le Pisan Constitutum usus (1161) et Breve consulum maris (1162) et le texte latin Consuetudo maris de la première moitié du 13e siècle, qui a été documenté en Catalogne en 1231.
En 1010 ont été codifiées à Amalfi la Tabula Amalphitana ou Tavole Amalfi suivie par la codification des coutumes maritimes de Trani en 1063, qui ont ensuite été adaptés par la ville de Fermo.
En 1243 Jacques Ier d'Aragon a délimité la Ribera (bord de mer) de Barcelone et de ses ordonnances ont été codifiées en 1258 dans la Carta consulatus riparie Barchinone, qui n'a pas encore codifié les coutumes maritimes de Barcelone lui - même. Peu de temps après, les limites municipales de Barcelone ont été réorganisées et la Ribera (bord de mer) sont venus sous le Consell de Cent, de sorte que la Ribera (bord de mer) a perdu son autonomie. Dans le dernier quart du XIIIe siècle consuls Barcelone ils ont commencé à nommer les grands hommes de la Ribera (bord de mer), qui en 1282 ont été nommés « consols de mar » ( « consuls de la mer »).

## Compilations avec son influence
De nombreux auteurs estiment que les lois spécifiées dans le Livre du Consulat de la mer ont eu une grande influence sur tous les autres compilations de droit maritime en Europe, qui sont en partie fondées sur le Livre du Consulat .
Certaines de ces lois spécifiées dans le Livre du Consulat de la mer ont déjà été adoptées au IXe siècle dans des endroits comme la mer Baltique, la mer du Nord, le Schleswig mer: Riga, Wisby, Hambourg, Lübeck et d' autres villes de la Hanse, étant publié depuis 1407 sous le titre Waterrecht, également appelé lois de Wisby.
Selon certains auteurs les règles d'Oléron ont été compilées par Edouard Ier d'Angleterre et élargi et promulgués par Richard 1er d'Angleterre à son retour de la Terre Sainte, mais d' autres disent Elionor d'Aquitaine les aurait déjà proclamé en 1160. Le fait est que l'origine exacte de ces lois est contestée et, compte tenu de l'absence de communication entre les marins de l'Atlantique et les marins de la Méditerranée, il est possible l'absence d'influence entre le deux. Cependant, les lois compilées en Méditerranée a finalement dépassé l'importance de celles de l'Atlantique et sont arrivés à les remplacer, etant donnée que les pays méditerranéens ont eu une plus grande activité maritime au cours de plusieurs siècles.
Le Livre noir de l'Amirauté de la Grande - Bretagne remonte également au XIIe siècle.